# 30th Street Studio
30th Street Studio, também chamado de Columbia 30th Street Studio e CBS 30th Street Studio, apelidado de "The Church", foi um estúdio de gravação musical estadunidense operado pela Columbia Records de 1948 a 1981, localizado na rua de mesmo nome na cidade de Nova Iorque, entre a Segunda e Terceira avenidas de Manhattan.
É considerado por alguns da indústria musical como a melhor sala de som de seu tempo, e outros a classificam entre as melhores da história. Entre os mais notórios trabalhos lá gravados, estão Wonderful (1956), de Ray Conniff, Kind of Blue (1959), de Miles Davis, West Side Story de Leonard Bernstein (gravação original com o casting da Broadway, 1957), Theme from A Summer Place (1960), de Percy Faith e The Wall (1979), do Pink Floyd.